# La Batllia (Sant Joan de les Abadesses)
La Batllia és una masia a mig camí de Sant Joan de les Abadesses i Sant Pau de Segúries (al Ripollès) catalogada a l'Inventari del Patrimoni Arquitectònic de Catalunya. La masia de la Batllia ja ve citada en el capbreu de l'Abat de Vilalba que es conserva a l'arxiu del monestir de Sant Joan de les Abadesses i que data del segle xiv, concretament de l'any 1397, amb el nom de mas Condamina d'Auceja. Posteriorment el mas el trobem esmentat com a mas Coromina d'Auceja o les Coromines d'Auceja. No serà fins al segle xvii quan el trobem inscrit per primera vegada com a mas Batllia de la parròquia de Sant Joan i Pau. El nom de “Batllia” prové del fet que antigament aquesta masia era la batllia de la contrada, o sia casa on vivia el batlle.

## Arquitectura

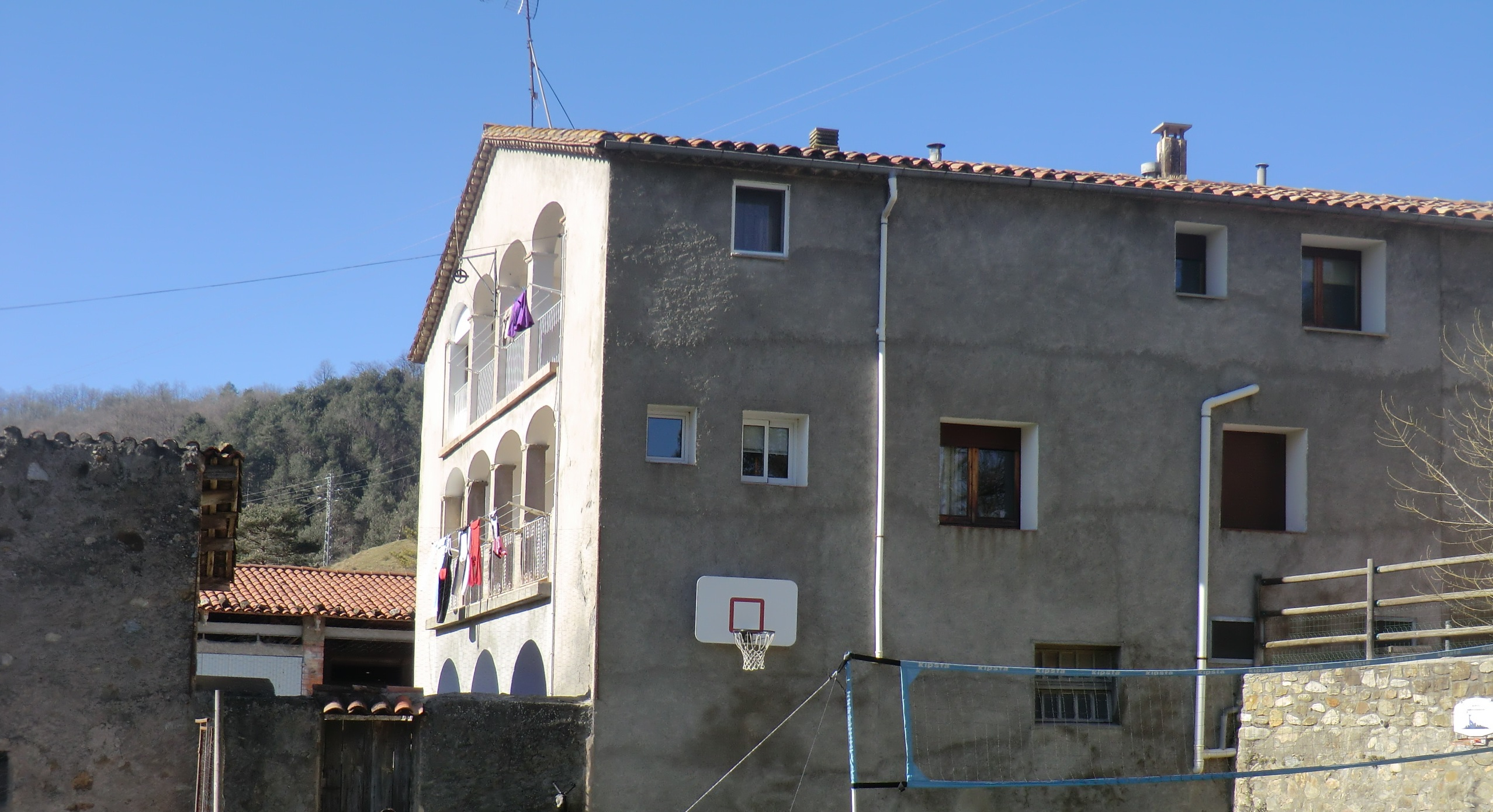
Cos principal de la Batllia

És una masia formada per sis construccions notables quant a la seva planta i grandària. Una d'aquestes, de planta quadrada i teulat a dues vessants, és destinada a habitatge i consta de dues galeries o eixides decantades a migdia de quatre arcades cadascuna. Les altres obertures laterals són finestres mitjanes i l'accés a l'habitatge es troba al cantó de ponent de l'estructura.
Les altres construccions destinades a quadres, pallisses i magatzems, són totes de dues plantes i teulada a dues aigües. Estan enllaçades entre si i formen una era de batre en forma de pati. Una de les pallisses encara conserva unes obertures en forma d'arcades, concretament tres, i una balconada afegida posteriorment. Aquesta és l'antiga pallissa de la casa que encara conserva la seva funció primordial.